# Stubla (Bojnik)
Stubla (Bojnik) (em cirílico: Стубла) é uma vila da Sérvia localizada no município de Bojnik, pertencente ao distrito de Jablanica, na região de Pusta Reka. A sua população era de 763 habitantes segundo o censo de 2002.

## Demografia
| 1948  | 1953  | 1961  | 1971  | 1981  | 1991  | 2002 | 2011 |
| ----- | ----- | ----- | ----- | ----- | ----- | ---- | ---- |
| 1 648 | 1 735 | 1 594 | 1 417 | 1 247 | 1 079 | 923  | 763  |